# Wituchowo
Wituchowo (prononciation : [vituˈxɔvɔ]) est un village polonais de la gmina de Kwilcz dans le powiat de Międzychód de la voïvodie de Grande-Pologne dans le centre-ouest de la Pologne.
Il se situe à environ 4 kilomètres au sud-est de Kwilcz (siège de la gmina), 19 kilomètres au sud-est de Międzychód (siège du powiat), et à 56 kilomètres à l'ouest de Poznań (capitale de la Grande-Pologne).

## Histoire
De 1975 à 1998, le village faisait partie du territoire de la voïvodie de Poznań.

Depuis 1999, Wituchowo est situé dans la voïvodie de Grande-Pologne.
Sa population était de 104 habitants en 2009.